# Adam Christoph von Knuth

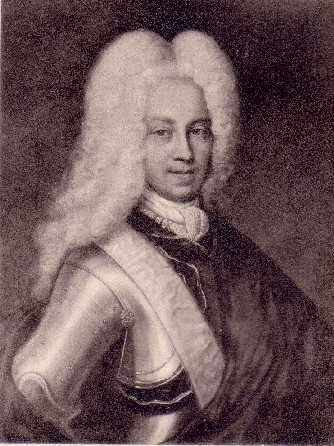
Adam Christoph von Knuth

Lehnsgraf Adam Christoph von Knuth (auch Adam Christoph Knuth von Knuthenborg; dänisch: Adam Christopher Knuth-Knuthenborg; * 28. September 1687; † 23. Januar 1736 auf Knuthenborg) war ein dänischer Kammerherr, Geheimrat und erster Lehnsgraf von Knuthenborg.

## Leben
Knuth wurde 1687 als achtes von elf Kindern Eckhard Christoph von Knuths, Graf von Knuth und Søster von Knuths geboren. 1705 bis 1707 studierte er an der Ritterakademie in Kopenhagen. 1714 wurde er, auf Betreiben seiner Mutter, in den Grafenstand erhoben und gründete 1723 die Grafschaft Knuthenborg. Daher verkaufte er seine mecklenburgischen Güter an den mecklenburgisch-strelitzschen Hofmeister von Ferber. 1727 erhielt er den Dannebrogorden und wurde 1731 Geheimrat.

## Ehen und Nachkommen
Am 26. Juni 1713 heiratete er in der Vor Frue Kirke Hedevig Ulrikke Luxdorph, Tochter Bolle Luxdorphs. Sie starb am 21. Januar 1720. Mit der Heirat konnte er sich Sørup aneignen.
Aus der Ehe entstammte:
- Gräfin Frederikke Louise Knuth (* 14. Januar 1720 in Kopenhagen; † 21. Februar 1793), verheiratet mit Lehnsbaron Vilhelm Güldencrone[2]

Am 16. Dezember 1721 heiratete Knuth Ida Margrethe von Reventlow (1701–1757), Tochter des Geheimrates Ditlev Reventlow. Mit ihr hatte er acht Kinder:
- Lehnsgraf Eggert Christopher (1722–1776)[2]
- Gräfin Ulrikke (* 10. August 1723; † 28. März 1741 auf Knuthenborg)[2]
- Baron Ditlev  (* 2. Juni 1726 in Kopenhagen; † 7. Mai 1727 auf Knuthenborg)[2]
- Baron Frederik Gustav (1727–1750)[2]
- Lehnsbaron Christian Friderich (1728–1801), Begründer der Linie Christiansdal[3]
- Lehnsbaron Conrad Detlev (1730–1805), Begründer der Linie Conradsborg[3]
- Gräfin Sophie Magdalene (* 15. Juli 1732 in Flensburg; † 7. Mai 1790 in Kopenhagen), verheiratet mit Georg Frederik von Holstein (1717–1772)[2]
- Baron Adam Levin Knuth (* 31. März 1735 auf Knuthenborg; † 11. Februar 1737 auf Knuthenborg)[2]

## Vorfahren
| Adam Christoph von Knuth Graf von Knuthenborg | Eckhard Christoph von Knuth Graf von Knuth                | Jacob Ernst von Knuth Herr auf Leizen und Priborn         | Wentzloff IV. von Knuth Herr auf Leizen, Priborn, Spitzkuhn und Melz |
| Adam Christoph von Knuth Graf von Knuthenborg | Eckhard Christoph von Knuth Graf von Knuth                | Jacob Ernst von Knuth Herr auf Leizen und Priborn         | Anna von Knuth                                                       |
| Adam Christoph von Knuth Graf von Knuthenborg | Eckhard Christoph von Knuth Graf von Knuth                | Elisabeth von Knuth, geb. von Morin                       | Henneke der Jüngere von Morin Herr auf Kelle                         |
| Adam Christoph von Knuth Graf von Knuthenborg | Eckhard Christoph von Knuth Graf von Knuth                | Elisabeth von Knuth, geb. von Morin                       | Katharine von Morin, geb. von Wolde                                  |
| Adam Christoph von Knuth Graf von Knuthenborg | Søster von Knuth, geb. Lerche Verwalterin von Knuthenborg | Cornelius Pedersen Lerche Amtmann von Lolland und Falster | Peder Nielsen                                                        |
| Adam Christoph von Knuth Graf von Knuthenborg | Søster von Knuth, geb. Lerche Verwalterin von Knuthenborg | Cornelius Pedersen Lerche Amtmann von Lolland und Falster | Sidsel Nielsen, geb. Knudsdatter                                     |
| Adam Christoph von Knuth Graf von Knuthenborg | Søster von Knuth, geb. Lerche Verwalterin von Knuthenborg | Anne Kristine Henriksdatter Lerche, geb. Friis            | Henrik Friis                                                         |
| Adam Christoph von Knuth Graf von Knuthenborg | Søster von Knuth, geb. Lerche Verwalterin von Knuthenborg | Anne Kristine Henriksdatter Lerche, geb. Friis            | Margrethe Friis, geb. Klaumann                                       |

## Endnoten
1. 1 2  Friedrich Ludwig Anton Hörschelmann: Friedrich Ludwig Anton Hörschelmann's genealogische Adelshistorie, erster Teil des ersten Bandes, Erfurt 1772, S. 106.
2. 1 2 3 4 5 6 7  finnholbek.dk: Adam Christopher greve Knuth-Knuthenborg, abgerufen am 9. November 2019.
3. 1 2  Danmarks Adels Aarbog, 1887, S. 257.

| Vorgänger                    | Amt                                              | Nachfolger               |
| ---------------------------- | ------------------------------------------------ | ------------------------ |
| Christian Frederik von Knuth | Oberhaupt des Hauses Knuth-Knuthenborg 1697–1736 | Eggert Christopher Knuth |
| Amt neu geschaffen           | Lehnsgraf von Knuthenborg 1723–1736              | Eggert Christopher Knuth |

| Personendaten    | Personendaten                                                                |
| ---------------- | ---------------------------------------------------------------------------- |
| NAME             | Knuth, Adam Christoph von                                                    |
| ALTERNATIVNAMEN  | Knuth-Knuthenborg, Adam Christopher; Knuth-Knuthenborg, Adam Christopher von |
| KURZBESCHREIBUNG | dänischer Gutsbesitzer und Lehnsgraf                                         |
| GEBURTSDATUM     | 28. September 1687                                                           |
| STERBEDATUM      | 23. Januar 1736                                                              |
| STERBEORT        | Knuthenborg                                                                  |